# SNCF X 3800
Die „Autorails“ der Baureihe X 3800 mit dem Spitznamen „Picasso“ oder „300 CV“ waren Dieseltriebwagen der französischen Staatsbahn Société Nationale des Chemins de Fer Français (SNCF). Wegen ihres turmartig erhöhten Fahrstands gehören sie zu den markantesten Fahrzeugen, die in der zweiten Hälfte des 20. Jahrhunderts auf dem französischen Schienennetz gefahren sind. Zeitweise kamen die Triebwagen über die französische Grenze zum Saarland bis in den Hauptbahnhof Saarbrücken.

## Geschichte
Gebaut wurden die vierachsigen dieselmechanischen Triebwagen in 251 Exemplaren. Entwickelt 1947, gingen sie zwischen 1950 und 1961 in Betrieb. 1988 musterte die SNCF alle bis auf einen aus; 36 Wagen blieben bei Museumsbahnen erhalten.
Die Indienststellung der Fahrzeuge ging einher mit den zeitgleich gebauten SNCF-Baureihen X 5500 und X 5800 („Mobylettes“ bzw. „150 CV“) sowie einer weiteren Baureihe, der SNCF-Baureihe X 2400 mit 600 PS. So konnte nach dem Zweiten Weltkrieg der Fahrzeugpark an Schienenbussen und Verbrennungstriebwagen der SNCF aus der Vorkriegszeit grundlegend mit drei einheitlichen Baureihen verschiedener Leistungsklassen erneuert werden. Diese Verbrennungstriebwagen erleichterten auch die Ablöse der Dampftraktion.

## Hersteller
An der Montage waren unter der Federführung von Renault auch Ateliers de construction du Nord de la France (ANF), De Dietrich und SACM beteiligt. Die Motoren kamen teils von Saurer und teils von Renault.

## Merkmale

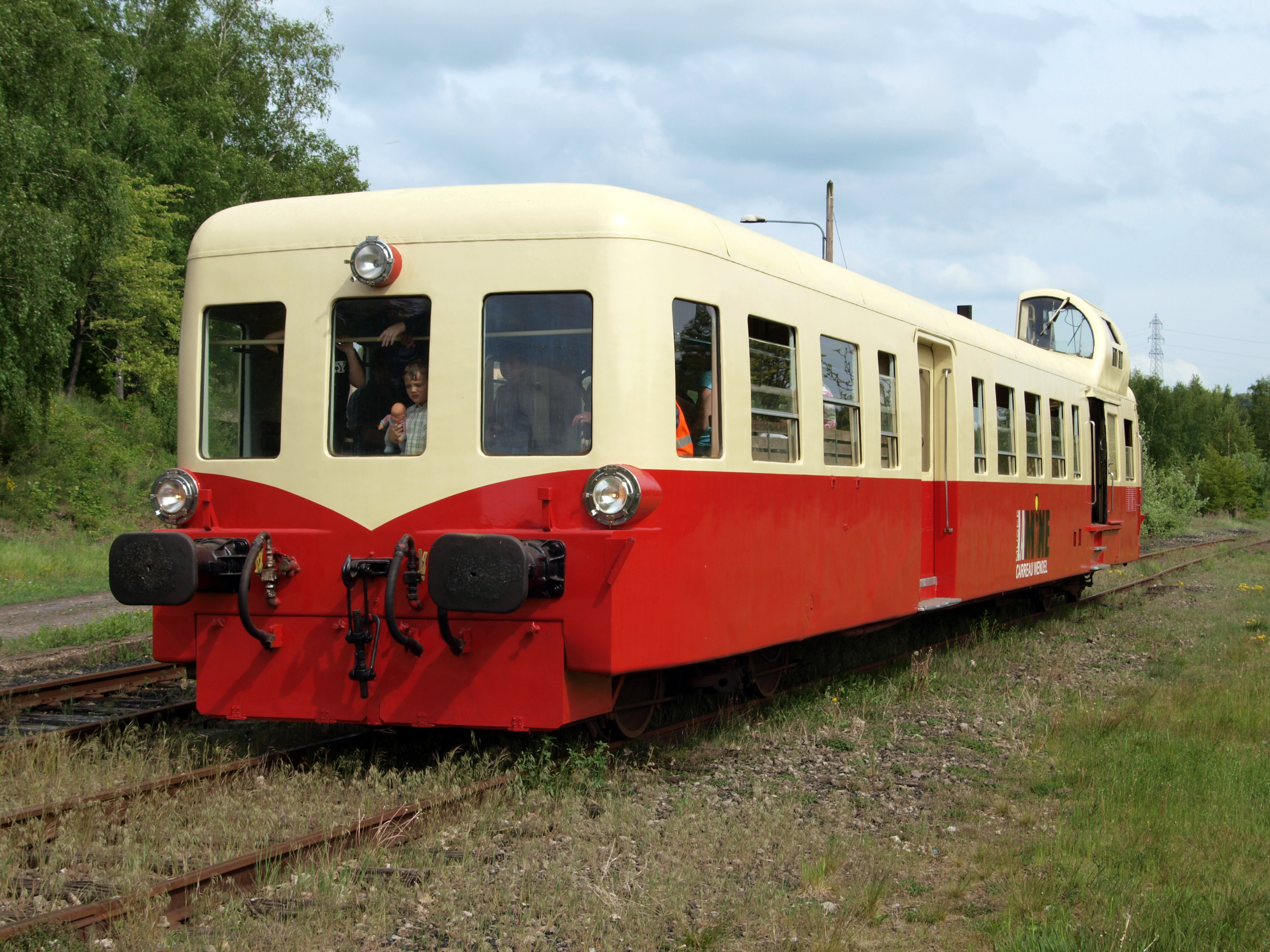
Motorloses Ende des X 4042

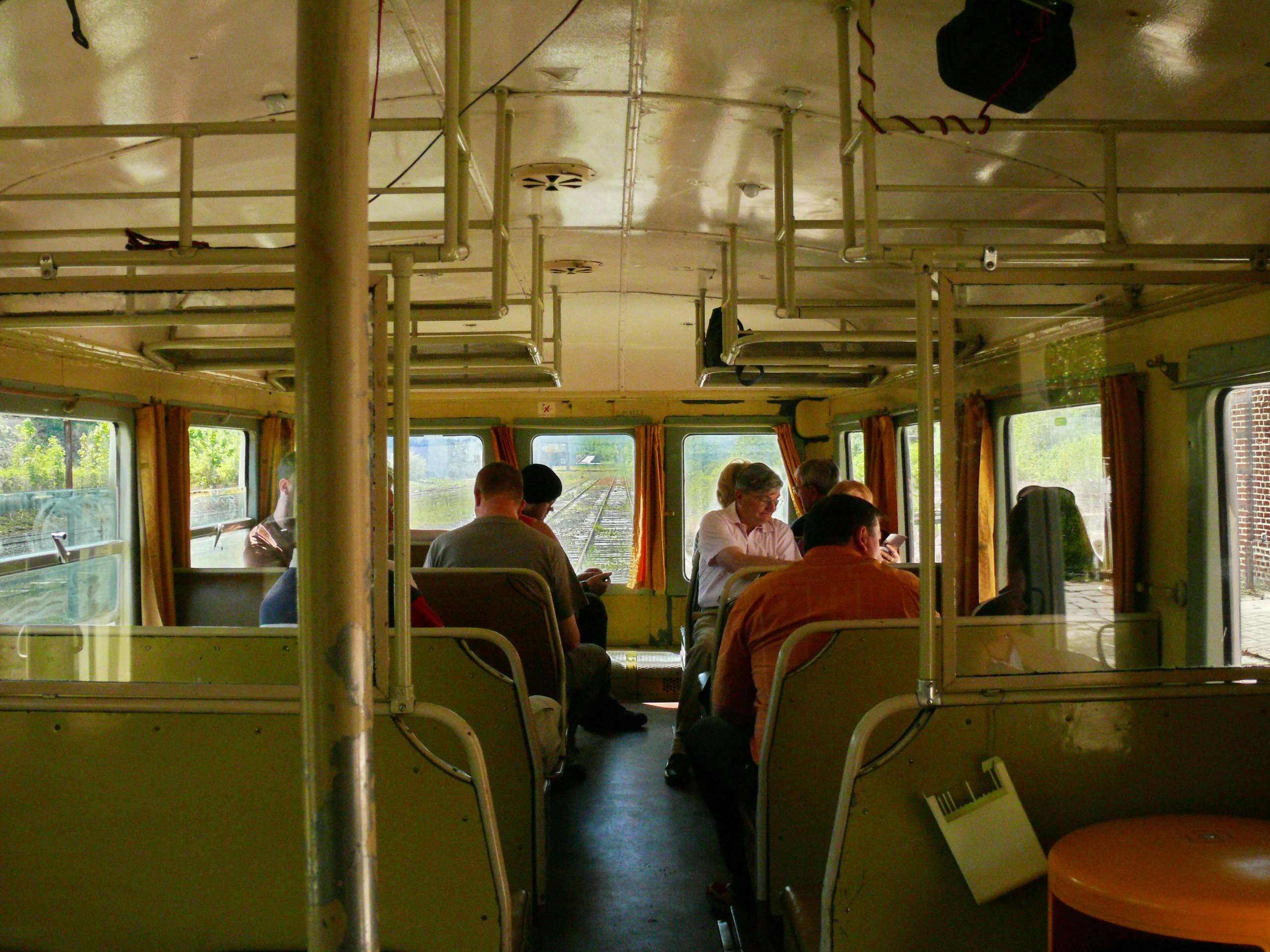
Am motorlosen Ende haben die Fahrgäste eine unbehinderte Sicht auf die Bahnstrecke

Besonderes Charakteristikum ist der tiefliegende Wagenboden wie man ihn heute von Niederflurfahrzeugen her kennt (Beispielsweise der DB Baureihe 641 sowie den baugleichen SNCF-Baureihen X 73500 und X 73900). Dies wurde durch das Anbringen des Motors an einem Wagenende über dem Drehgestell ermöglicht; in diesem Bereich befindet sich auch ein Gepäckabteil und direkt darüber der charakteristische Führerstand. Diese Anordnung vereinfachte die Bedienung – die Kupplung und die mechanische Viergangschaltung konnten ohne große Umlenkungen direkt auf das unterhalb des Fahrzeugführers liegende Getriebe wirken –, erschwerte aber die Sicht auf das unmittelbare Vorfeld des Fahrzeugs, vor allem am entfernteren Ende.
Der Einstieg für die Reisenden liegt im Niederflurbereich. Das Fahrgastabteil, ein Großraum mit Mittelgang in Vis-à-vis-Bestuhlung hat eine 2+3-Sitzanordnung in der 2. Klasse und 2+2 Sitzanordnung in der 1. Klasse. Es befindet sich zwischen den Drehgestellen sowie über dem nicht angetriebenen Drehgestell. Da sich der einzige Führerstand in einer erhöhten Kanzel nur an einem Wagenende seitwärts über dem Motor befindet, haben die Sitzplätze über dem nicht motorisierten Drehgestell eine profilierte Anordnung. Die letzte Sitzreihe befindet sich direkt am Fahrzeugende und ist auch zu diesem hin ausgerichtet, was eine freie und ungehinderte Sicht auf die Bahnstrecke durch am Fahrzeugende angebrachte Fenster ermöglicht.
Diese Form mit nur einem erhöhten Führerstand in einer Kanzel prägte auch die von 1950 bis 1954 gebauten Baureihen X 5500 und X 5800 Mobylettes. Der Spitzname „Picasso“ ergab sich aus der einseitigen, außermittigen Anordnung des Führerstands oberhalb des Fahrzeugs, die das Design störte und so an die surrealistischen Porträts Pablo Picassos erinnerte.
Hinsichtlich der Fahrgastsitze gab es zwei Versionenː Die zweiklassige bot 20 Plätze in der 1. Klasse, 32 in der 2. Klasse und 6 Klappsitze, die einklassige 62 Plätze in der 2. Klasse und 5 Klappsitze.
Die Standardkupplungen des Triebwagens konnten ohne Einschränkung mit anderen SNCF-Fahrzeugen verbunden werden.